# Fitjar (plaats)
Fitjar is een plaats in de Noorse gemeente Fitjar, provincie Vestland. Fitjar telt 1318 inwoners (2007) en heeft een oppervlakte van 1,54 km².